# Neuromito del cerebro con género
El neuromito del cerebro con género es la creencia de que existe un cerebro masculino y un cerebro femenino claramente diferenciados.
A pesar de que esta afirmación se repite en muchos estudios, no existen pruebas científicas de que haya realmente diferencias en la estructura o fisiología del cerebro. Las aparentes y supuestas diferencias (tamaño, cuerpo calloso) han sido históricamente utilizadas para definir supuestas desigualdades: como existirían diferencias profundas y fundamentales entre los cerebros de hombres y mujeres, entonces los portadores de esos cerebros tendrían acceso a diferentes habilidades, de las cuales las superiores quedarían adjudicadas al sexo masculino. Los varones serían mejores para matemáticas y raciocinio, y las mujeres más irracionales y empáticas.
Por eso se habla de neurosexismo, es decir, la interpretación y utilización de los hallazgos neurocientíficos para justificar estereotipos de género.
Para muchos científicos, la creencia de que existe un cerebro masculino y un cerebro femenino claramente diferenciados se trataría de otro neuromito.

## Origen
Se usa el término neuromitos para referirse a falsas creencias o malas interpretaciones con respecto a los hechos neurocientíficos. Son falsas creencias llamadas neuromitos por su falta de apoyo empírico y su uso de conceptos pseudocientíficos. Muchos de estos mitos se basan en distorsiones, extrapolaciones y malinterpretaciones de descubrimientos científicos utilizados de forma falaz.
Algunos autores consideran que las diferencias en los cerebros de varones y mujeres son «evidentes». Las diferencias epidemiológicas y clínicas serían evidentes debido a que enfermedades y trastornos como la esclerosis múltiple, la ansiedad, la depresión, los síndromes de dolor, la enfermedad de Alzheimer y «las deficiencias cognitivas» se encontrarían con mayor frecuencia en las mujeres.
Hasta la década de los años 2000 se creía que las diferencias relacionadas con el sexo en la función y la arquitectura cerebral estaban asociadas exclusivamente con comportamientos sexuales mediados por las hormonas sexuales y que el hipotálamo participaba en un gran número de funciones fisiológicas del desarrollo, como la diferenciación sexual del género y la orientación sexual.
Hay estudios que afirman que las mujeres habitualmente tienen un cerebro más simétrico que los hombres tanto anatómica 
como funcionalmente. Esta circunstancia sería un factor de pronóstico más favorable en
caso de lesión, ya que ambos hemisferios tienen una mayor capacidad para asumir funciones.
La mayor asimetría del cerebro masculino no sería un factor que  favorecería la
recuperación del daño cerebral, puesto que sus funciones tsupuestamente tenderían a estar más localizadas
sobre la corteza cerebral. Este fenómeno sería especialmente visible en la afasia, con mejor
pronóstico en las mujeres, ya que éstas frecuentemente disponen de estrategias bihemisféricas
para el lenguaje de las que supuestamente carecerían los varones. La presencia de un cuerpo calloso más
desarrollado en las mujeres facilitaría la recuperación de la lesión cerebral, gracias a la mayor
interconectividad existente entre ambos hemisferios cerebrales.
Otros afirman el sexo influencia en el sistema nervioso central generando un cerebro masculino y otro femenino. Las diferencias en los cerebros de los dos sexos variarían en varios aspectos de la función y estructura asociados con la cognición, las emociones y las habilidades sociales.
Otros estudios sugieren que las diferencias entre los sexos en el cerebro podrían considerarse adaptaciones, que podrían apoyar el mantenimiento de capacidades intelectuales iguales a pesar de las diferencias en el volumen cerebral o la obtención de ventajas en algunas habilidades particulares para alcanzar competencias relacionadas con el sexo que coincidan con las funciones biológicas/sociales (por ejemplo, habilidades emocionales/empáticas en las mujeres y habilidades matemáticas/espaciales en los hombres). Estas adaptaciones podrían expresarse de muchas maneras diferentes, formando así una pauta de resultados complicada y a veces difícil de captar.

También se argumenta que algunas diferencias en el cerebro pueden servir para prevenir, más que para producir, diferencias a nivel de comportamiento y habilidades, y que estas diferencias podrían ser el resultado de mecanismos compensatorios destinados a mantener capacidades intelectuales similares en ambos géneros, a pesar de que el volumen medio del cerebro de las mujeres es menor que el de los hombres.
Según el psicólogo Baron Cohen,  la evidencia científica  prueba que los cerebros de tipo femenino son mejores en empatía y comunicación, mientras que los cerebros masculinos son más fuertes en la comprensión y construcción de sistemas, no sólo computadoras y maquinaria, sino sistemas abstractos como la política y la música. El tema es que la mitad de las mujeres testeadas por él puntúan mejor para esa inclinación.
El Test de Coeficiente Sistematizador de Empatía de Baron Cohen, equipara empatía e intuición a cerebro femenino, a pesar de que la mitad de las entrevistadas no puntúan bien esa destreza.
Nancy Eisenberg y Randy Lennon, al hacer un metaanálisis de las investigaciones sobre el tema,  encontraron que las diferencias de empatía entre los sexos eran una función de los métodos utilizados para evaluar la empatía. No encontraron diferencias en los géneross cuando la medida de la empatía eran observaciones fisiológicas al estado emocional de otra persona y encontraron pocas diferencias entre los géneros en cuanto a la capacidad de los niños para asumir roles afectivos y decodificar.
Louann Brizendine justificó, en 2006, con supuestos hallazgos científicos, que la estructura peculiar del cerebro femenino determina cómo piensan las mujeres. Ella consideraba que el sentido común nos indica lo diferentes que se comportan varones de mujeres y eso se debe a su cerebro diferente. Da como ejemplos que las niñas prefieren jugar a las muñecas y acunar muñecos bebés mientras que los niños prefieren los autitos y camioncitos, y todo se debe a las diferencias biológicas cerebrales.
Con estos argumentos, amparándose en supuestos hallazgos neurocientíficos, los médicos, psiquiatras, neurólogos o psicólogos aseguran que las mujeres son intuitivas y multitareas mientras que los varones son mejores en matemáticas y no pueden hacer más que una sola cosa por vez porque se concentran demasiado en una sola cosa, motivo por el cual no servirían para dedicarse a las tareas domésticas.
Una variable de este neuromito es que los varones usan más el hemisferio izquierdo, del pensamiento lógico y racional, lo que los haría ser mejores en matemática y tener mayor habilidad espacial, mientras que las mujeres usarían más el hemisferio derecho, supuestamente  asociado a las emociones y a la creatividad.
Según este mito, las mujeres, con el hemisferio cerebral derecho más activo, tendrían más capacidad de reacción emocional. Las mujeres por su hemisferio compartirían más detalles en su comunicación, a diferencia del hombre que comunicaría todo de una manera directa y concreta por el solo hecho de utilizar más se hemisferio izquierdo.
El origen de esta idea proviene de Paul Brocca, médico francés, quien descubrió que las lesiones en ciertas partes del cerebro bloqueaban algunas capacidades del lenguaje, lo que lo llevó a pensar las distintas funciones que están alojadas en las diferentes partes del cerebro. Interpretar las asimetrías funcionales  de los dos hemisferios como estilos de pensamiento diferentes es una simplificación errónea y una extrapolación. La noción de diferentes estilos de pensamiento hemisférico se basa en una premisa errónea: cada hemisferio cerebral estaría especializado y debería funcionar independientemente con un estilo de pensamiento diferente. Sin embargo, no existe evidencia científica apoye la idea de que existan diferentes estilos de pensamiento dentro de cada hemisferio. Equiparar la localización del lenguaje y el propuesto procesamiento en serie de estímulos en el hemisferio izquierdo a un estilo de pensamiento racional, analítico y lógico, no tiene sustento excepto en las ideas preconcebidas del médico.
La reducción de los dos lados del cerebro a meros asientos de ciertas habilidades o cualidades y la aplicación de esto a la diferencia de géneros se basa en prejuicios y simplificaciones excesivas. Las pruebas con escáneres que pueden identificar la actividad cerebral demuestran que los dos hemisferios trabajan de manera complementaria en todos los seres humanos.
No hay ninguna evidencia científica que pueda sostener la teoría de que los varones utilizan más un hemisferios y las mujeres el otro.
Hay autores que consideran  las diferencias del cerebro entre varones y mujeres pueden considerarse como adaptaciones que sirven a algunos objetivos particulares justificados evolutiva y socialmente. Muchas de las diferencias neurales relacionadas con el sexo, tanto en lo que respecta a la estructura como a la función del cerebro, se reflejarían en el comportamiento de ambos géneros y las diferencias en las investigaciones sobre el cerebro de varones y mujeres podrían deberse al carácter incidental de muchos hallazgos.
La mayoría de las afirmaciones sobre el cerebro masculino y el cerebro femenino se basan en investigaciones con número demasiado pequeño de participantes. Incluso hay mujeres con el cerebro más grande que algunos varones. Tampoco existe nada en la biología que demuestre que la razón esté en un lugar del cerebro y las emociones en otro.
No solo ambos hemisferios están unificados y funcionalmente integrados, sino que la mayoría de las redes en el cerebro  incluyen áreas de ambos hemisferios y no podrían funcionar uno sin el otro. Por ejemplo, los sonidos del lenguaje se procesan en el hemisferio dominante y los sonidos tonales o musicales en el hemisferio no dominante, pero ambos hemisferios obtienen información de ambos oídos y de ambas regiones auditivas primarias. Si no fuera así, la gente perdería su capacidad de oír de un lado después de un ACV.